# Mervyn A. Ellison
Mervyn Archdall Ellison (* 5. Mai 1909 in Fethard-on-Sea; † 12. September 1963 in Dunsink (bei Dublin)) war ein irischer Astronom.

## Leben
Mervyn Archdall Ellison wurde am 5. Mai 1909 in Fethard-on-Sea (County Wexford) geboren. Sein Vater W. F. A. Ellison war ebenfalls Astronom, er verfügte über ein privates Observatorium und wurde später zum Direktor des Armagh Observatory ernannt.
Schon früh machte Mervyn Ellison astronomische Beobachtungen, er hatte bereits 1927 seine erste Veröffentlichung, und wurde 1928 zum Fellow der Royal Astronomical Society gewählt.
Ab 1927 studierte er Physik am Trinity College in Dublin und erhielt dort 1932 den Master-Abschluss sowie 1944 den Doktortitel.
Ellison unterrichtete ab 1933 an der Sherborne School, verfolgte aber weiterhin seine astronomischen Interessen, insbesondere die Sonnenbeobachtung. 1947 ging er als Astronom an das Royal Observatory Edinburgh und setzte dort seine Forschungen über Sonneneruptionen fort. Die Sonnenfinsternis vom 30. Juni 1954 beobachtete er über Island in einem Flugzeug. Im Jahre 1958 ging er nach Südafrika, um dort automatisierte Aufnahmen der Sonne in H-alpha einzurichten. Im November desselben Jahres nahm er am Dunsink Observatory die Stellung des Direktors an und wurde Professor am Dublin Institute for Advanced Studies. Er war auch im Internationalen Geophysikalischen Jahr engagiert.
Ellison war seit 1934 verheiratet und hatte drei Kinder. Er starb am  12. September 1963 in Dunsink.
Der Mondkrater Ellison wurde 1970 von der IAU offiziell nach Mervyn Archdall Ellison benannt.